# Shenanigans
Shenanigans – kompilacja kalifornijskiego zespołu punkowego Green Day, wydana 2 lipca 2002 przez Reprise Records. Znalazły się na niej piosenki z lat 1993–2002, które zostały zamieszczone na singlach oraz nowy utwór Ha Ha You're Dead napisany przez Mike’a i cover „Tired Of Waiting For You” z repertuaru The Kinks.

## Lista utworów
Wszystkie utwory autorstwa Billiego Joe Armstronga (słowa) i Green Day (muzyka), z wyjątkiem zanotowanych.
| #   | Tytuł                      | Długość | Nagrane podczas tworzenia albumu | Uwagi |
| --- | -------------------------- | ------- | -------------------------------- | --- |
| 1.  | "Suffocate"                | 02:54   | Nimrod                           | |
| 2.  | "Desensitized"             | 02:48   | Nimrod                           | Intra do tej piosenki dotyczyły notka w książeczce do Nimroda, według której Mike Dirnt "grał" na kiju baseballowym.                                                                |
| 3.  | "You Lied"                 | 02:26   | Nimrod                           | |
| 4.  | "Outsider"                 | 02:17   | Warning                          | Cover piosenki Ramones. |
| 5.  | "Don't Wanna Fall in Love" | 01:39   | Insomniac                        | |
| 6.  | "Espionage"                | 03:23   | Nimrod                           | Utwór użyty w filmie Austin Powers: Szpieg, który nie umiera nigdy. |
| 7.  | "I Want to Be on TV"       | 01:17   | Insomniac                        | Cover zsepołu Fang. |
| 8.  | "Scumbag"                  | 01:46   | Warning                          | Utwór napisany przez Mike'a Dirnta. |
| 9.  | "Tired of Waiting For You" | 02:33   | Dookie                           | Cover The Kinks. |
| 10. | "Sick of Me"               | 02:07   | Nimrod                           | |
| 11. | "Rotting"                  | 02:52   | Nimrod                           | |
| 12. | "Do Da Da"                 | 01:30   | Insomniac                        | Piosenka nazywała się "Stuck With Me", ale wskutek przemieszania w studiu otrzymała nazwę "Do Da Da", zaś piosenka mająca tę nazwę znalazła się na Insomniaku jako "Stuck With Me". |
| 13. | "On the Wagon"             | 02:48   | Dookie                           | W założeniu ostatni utwór na Dookie. |
| 14. | "Ha Ha You're Dead"        | 03:08   |                                  | Utwór przeznaczony specjalnie na potrzeby albumu, napisany przez Mike'a Dirnta. |